# Anna Andexer
Anna Andexer (* 26. Jänner 2003) ist eine österreichische Biathletin. Sie läuft seit 2024 im Weltcup.

## Karriere
Anna Andexer stammt aus Großarl. Sie bestritt ihre ersten internationalen Rennen bei den Biathlon-Juniorenweltmeisterschaften 2020 in der Schweiz. Sie nahm dort nur am Staffelrennen teil und erreichte gemeinsam mit Kristina Oberthaler, Lisa Osl und Lara Wagner den achten Platz. Es folgten weitere Starts im Jugend- und Juniorenbereich. Ihr erstes Rennen gewann Andexer im Dezember 2022 beim IBU-Junior-Cup in Martell. In der folgenden Saison gewann sie beim IBU-Junior-Cup in Ridnaun drei Rennen in Folge und durfte dann im IBU-Cup an den Start gehen. Auch dort erreichte sie bereits im dritten Rennen – dem Verfolgungsrennen in Martell – als Dritte eine Podiumsplatzierung. Bei den Biathlon-Junioreneuropameisterschaften 2024 gewann sie das Einzel und den Massenstart, im Sprint wurde sie hinter ihrer Mannschaftskollegin Lara Wagner und der Finnin Sonja Leinamo Dritte. Kurz darauf gewann sie bei den Biathlon-Juniorenweltmeisterschaften 2024 nur in der Mixedstaffel eine Medaille. Die österreichische Mannschaft mit Oliver Lienbacher, Fabian Müllauer, Lara Wagner und Anna Andexer gewann Bronze. In den Einzelrennen erreichte Andexer in jedem Wettkampf eine Top-10-Platzierung.

## Erfolge

### Weltmeisterschaften
|                                      | Einzelwettbewerbe | Einzelwettbewerbe | Einzelwettbewerbe | Einzelwettbewerbe | Staffelwettbewerbe | Staffelwettbewerbe | Staffelwettbewerbe |
| Einzel                               | Sprint            | Verfolgung        | Massenstart       | Frauenstaffel     | Mixed-Staffel      | S.-M.-Staffel      |                    |
| ------------------------------------ | ----------------- | ----------------- | ----------------- | ----------------- | ------------------ | ------------------ | ------------------ |
| Weltmeisterschaften 2025 Lenzerheide | 56.               | 58.               | 44.               | –                 | 4.                 | –                  | –                  |

### Europameisterschaften
| Europameisterschaft | Europameisterschaft | Einzel | Sprint | Verfolgung | Staffel |
| Jahr                | Ort                 | Einzel | Sprint | Verfolgung | Staffel |
| ------------------- | ------------------- | ------ | ------ | ---------- | ------- |
| 2024                | Osrblie             | –      | 13.    | 9.         | N/A     |
| 2025                | Martell             | –      | 19.    | 30.        | 5.      |

### Juniorenweltmeisterschaften
| Weltmeisterschaften | Weltmeisterschaften | Weltmeisterschaften | Einzel | Sprint | Verfolgung | Massen- start | Staffel | Mixed- Staffel |
| Jahr                | Ort                 | Altersklasse        | Einzel | Sprint | Verfolgung | Massen- start | Staffel | Mixed- Staffel |
| ------------------- | ------------------- | ------------------- | ------ | ------ | ---------- | ------------- | ------- | -------------- |
| 2020                | Lenzerheide         | Junioren            | –      | –      | –          | N/A           | 8.      | N/A            |
| 2021                | Obertilliach        | Jugend              | 14.    | 14.    | 16.        | N/A           | 5.      | N/A            |
| 2022                | Soldier Hollow      | Jugend              | 7.     | 10.    | 10.        | N/A           | 9.      | N/A            |
| 2023                | Schtschutschinsk    | Junioren            | 31.    | 13.    | 6.         | N/A           | 7.      | –              |
| 2024                | Otepää              | Junioren            | 6.     | 8.     | N/A        | 7.            | 6.      | 3.             |
| 2025                | Östersund           | Junioren            | 15.    | 1.     | N/A        |               |         | 3.             |

## Statistik

### Weltcupbilanz
Die Tabelle zeigt alle Platzierungen (je nach Austragungsjahr einschließlich Olympische Spiele und Weltmeisterschaften).
- 1.–3. Platz: Anzahl der Podiumsplatzierungen
- Top 10: Anzahl der Platzierungen unter den ersten zehn (einschließlich Podium)
- Punkteränge: Anzahl der Platzierungen innerhalb der Punkteränge (einschließlich Podium und Top 10)
- Starts: Anzahl gelaufener Rennen in der jeweiligen Disziplin
- Staffel: inklusive Mixed- und Single-Mixed-Staffeln

| Platzierung | Einzel | Sprint | Verfolgung | Massenstart | Staffel | Gesamt |
| ----------- | ------ | ------ | ---------- | ----------- | ------- | ------ |
| 1. Platz    |        |        |            |             |         |        |
| 2. Platz    |        |        |            |             |         |        |
| 3. Platz    |        |        |            |             |         |        |
| Top 10      |        |        |            |             | 1       | 1      |
| Punkteränge |        | 1      |            |             | 3       | 4      |
| Starts      | 1      | 4      | 2          |             | 3       | 10     |